# Jezioro Przywidzkie Małe
Jezioro Przywidzkie Małe – jezioro w woj. pomorskim, w pow. gdańskim, w gminie Przywidz, leżące we wschodniej części Pojezierza Kaszubskiego, połączone z Jeziorem Przywidzkim Wielkim.
Ogólna powierzchnia: 17 ha